# Meleoma festivata
Meleoma festivata is een insect uit de familie van de gaasvliegen (Chrysopidae), die tot de orde netvleugeligen (Neuroptera) behoort. 
Meleoma festivata is voor het eerst wetenschappelijk beschreven door Adams in 1969.